# Vesegonsk
Vesegonsk (russisk: Весьегонск, tr. Vesegonsk) er en by, administrativt center i Vesegonsk rajon i Tver oblast. Vesegonsk er den nordligste by i oblasten, der ligger ved bredden af Mologabugten i Rybinskreservoiret. Vesegonsk har 6.340(2016) indbyggere.

## Geografi
Vesegonsk ligger 253 km nord for Tver. Afstanden til Moskva er 300 km i luftlinje og 420 km ad vej.

## Historie
Vesegonsk blev nævnt i 1564 . Oplysninger fra lokalhistoriker og forfatter Boris Fjodorovitj Kuptsov tyder dog på et byen var kendt allerede i 1447.
I 15 og 1600-tallet var Vesegonsk (dengang Jogonskaja) et vigtigt handelscentrum. Ifølge udenlandske kilder fra den tid, handledes der med købmænd fra Tyskland, Italien, Grækenland og Persien. Byen var en skatte- og toldkilde for statskassen. Byen handlede med salt, voks, humle, honning, fisk, klæde og pelsværk. Fra 1776 var Vesegonsk mindre by i Tver vicekongedømme og fra 1796 i Tver guvernement og fra 1803 ujezd-hovedsæde. I 1780 blev byen tildelt våbenskjold: et billede af en sort krabbe på et gult felt.
Vesegonsk er nævnt af Nikolaj Gogol i "Døde sjæle" som et eksempel på den ekstreme udkant.
Betydning af Vesegonsk styrtdykkede med ophøret af den regelmæssig sejlads på Tikhvin-vandvejen i anden halvdel af 1800-tallet. I 1890 havde byen kun 2.813 indbyggere.
Sovjetmagten i Vesegonsk blev etableret den 28. januar (10. februar) 1918.
I begyndelsen af 1920'erne, blev der gjort forsøg på at genåbne Tikhvin-vandvejen. I 1926 blev Vesegonsk trinbræt på jerbanelinjen Tjerepovets-Babajevo; men trinbrættet blev hurtigt nedlagt. I begyndelsen af 1940'erne blev byen næsten helt oversvømmet i forbindelse med påfyldning af Rybinskreservoiret og genopbygget på et nyt sted.

## Transport
Vesegonsk er havneby ved Rybinskreservoiret.
Byen er endestationt på en gren af jernbanenlinjen fra Moskva-Savjolovskij, med en enkeltsporet bane fra Ovinisjtje til Vesegonsk. I dag betjenes linjen kun af et pendlertog fra Sonkovo til Vesegonsk, der fra 1. januar 2016 kører to gange om ugen.
Der er busforbindelse til Tver (dagligt), Moskva (dagligt) samt Sankt Petersborg og Ustjuzjny.
Flodtransport udføres af to fragtskibe.
Gennem byen passerer vejen P84, Vesegonsk til Ustjuzjny. Vejen fra Vesegonsk til oblastgrænsen til Vologda (ca. 30 km) er grusvej. I 2014 indledtes en komplet ombygning af vejstrækningen. Afslutning er planlagt til den anden halvdel af 2015.